# Karrion Kross
Kevin Kesar (*19. července 1985, New York, USA) je americký profesionální wrestler pracující ve společnosti WWE, je zařazen v rosteru Raw. V ringu používá jméno Karrion Kross.

## Kariéra
Před svým působením ve WWE vystupoval ve společnostech Impact Wrestling, Lucha Libre AAA Worldwide (AAA) a Major League Wrestling (MLW). Také se objevoval na propagačních akcích na nezávislém okruhu pod jmény Kevin Kross a Killer Kross. 
Smlouvu s WWE podepsal v únoru 2020, jako ring name si zvolil Karrion Kross. Byl zařazen do show NXT, následně se zde stal NXT šampionem. Titulu se ale musel vzdát kvůli zranění. Znovu ho získal titul v dubnu 2021 na NXT TakeOver: Stand & Deliver. Poté, co v červenci debutoval na hlavní soupisce u značky Raw, byla jeho vítězná šňůra okamžitě přerušena, následující měsíc prohrál NXT Championship se Samoa Joem. WWE ho nakonec propustila v listopadu roku 2020. Vrátil se v srpnu 2022, devět měsíců po svém prvním vydání.
Od roku 2023 vede frakci The Final Testament, dalšími členy frakce jsou Akam, Rezar a jako manažer Paul Ellering.

## Osobní život
V dubnu 2022 si vzal za ženu Elizabeth Chihaia, známější jako Scarlett Bordeaux. Má portorické předky.

## Úspěchy

### Impact Wrestling
- Impact Year End Award (1x)

### WWE
- NXT Championship (2x)